# 도데칸올
로릴알데히드 또는 도데실 알데히드 라고도 알려진 도데카날은 화학식 CH3(CH2)10 CHO를 갖는 유기 화합물이다. 이 무색 액체는 많은 향수의 성분이다. 이는 감귤류 오일에서 자연적으로 발생하지만 상업용 샘플은 일반적으로 탈수소화를 통해 도데카놀 에서 생산된다.